# Peter Dotrel

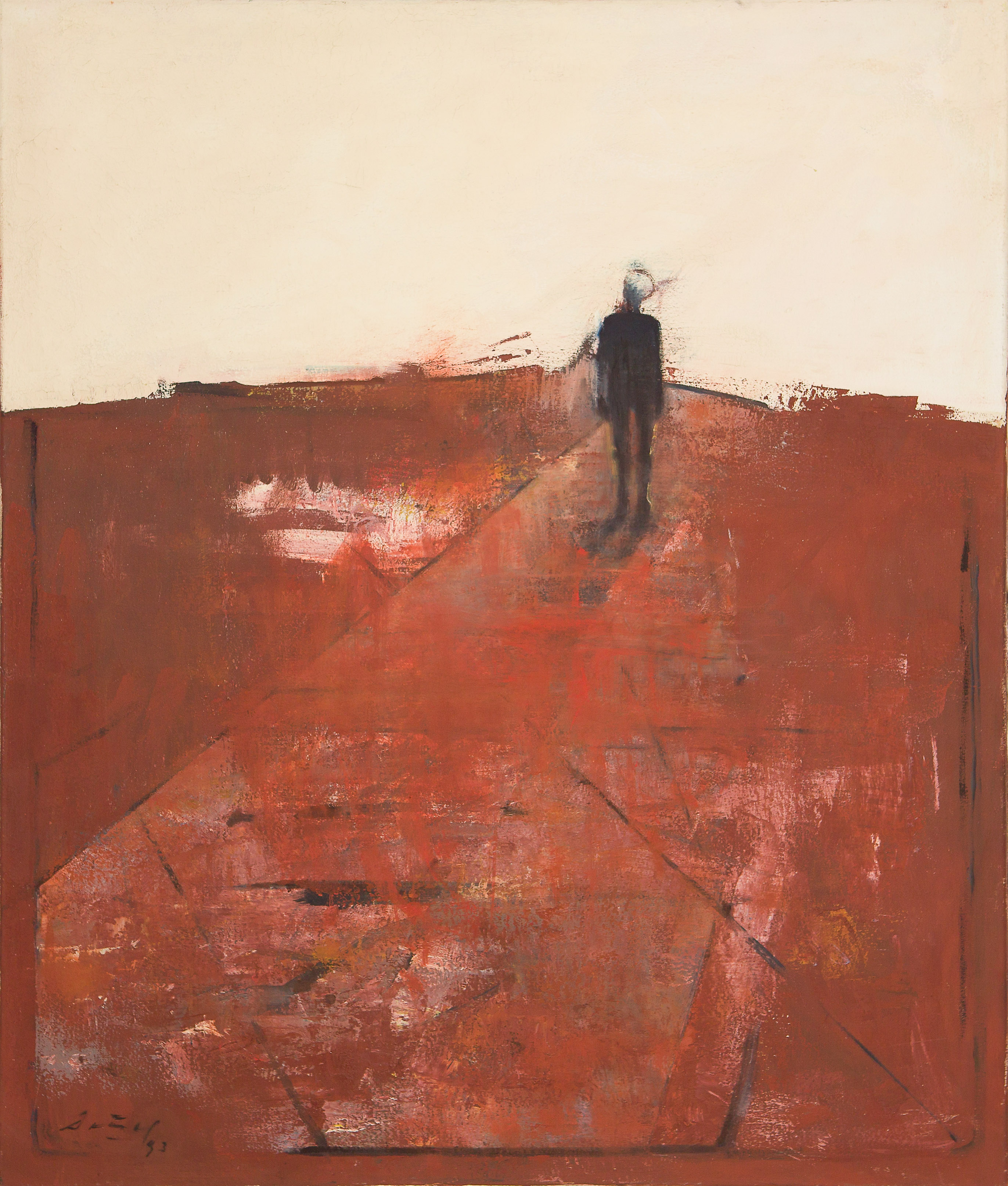
Peter Dotrel, Standpunkt I, Öl auf Leinwand, 1993

Peter Dotrel (* 9. Dezember 1942 in Wien; † 2. September 2013 ebenda) war ein österreichischer Maler und Zeichner.

## Leben und Werk

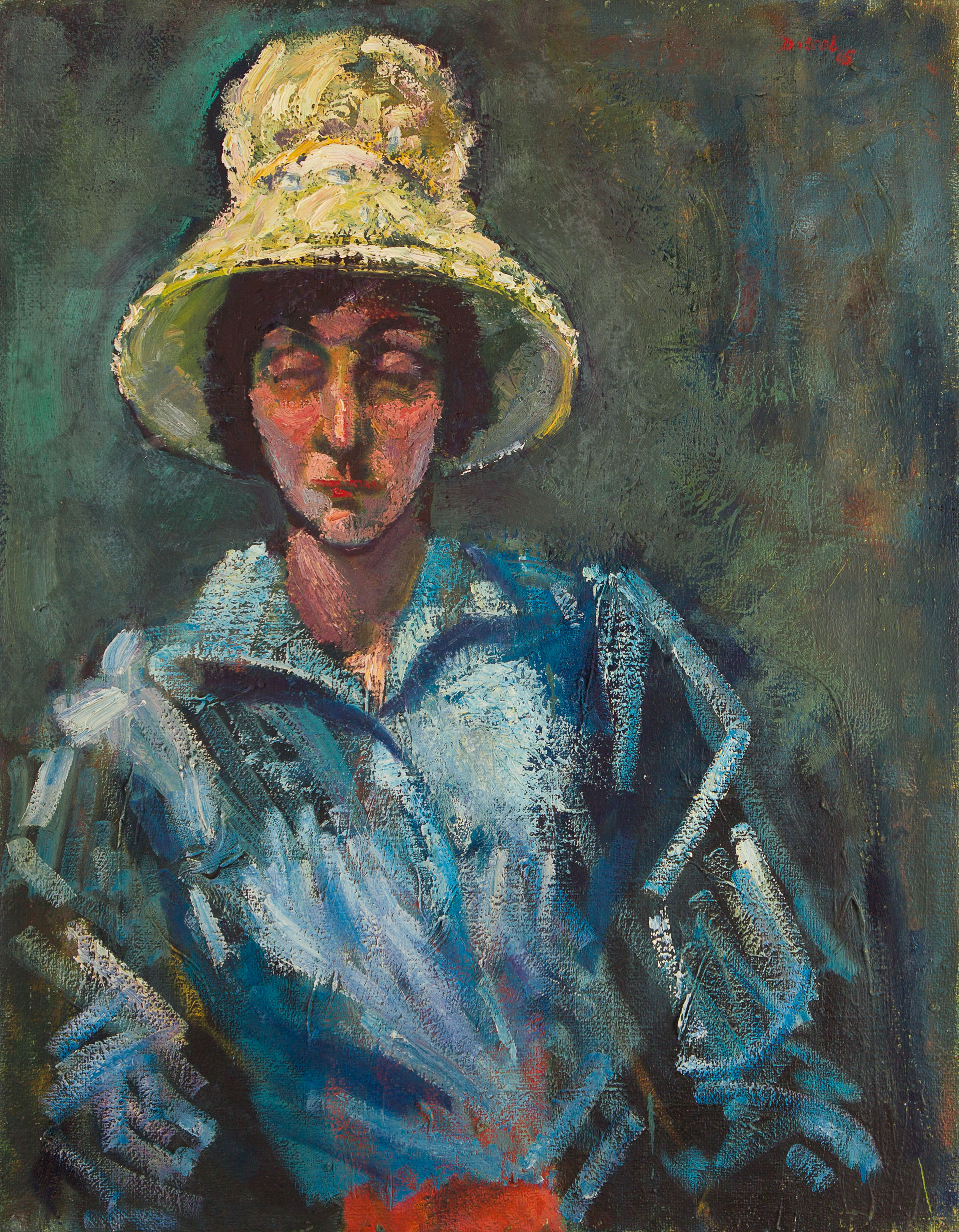
Peter Dotrel, Frau mit gelbem Hut, Öl auf Leinwand, 1965

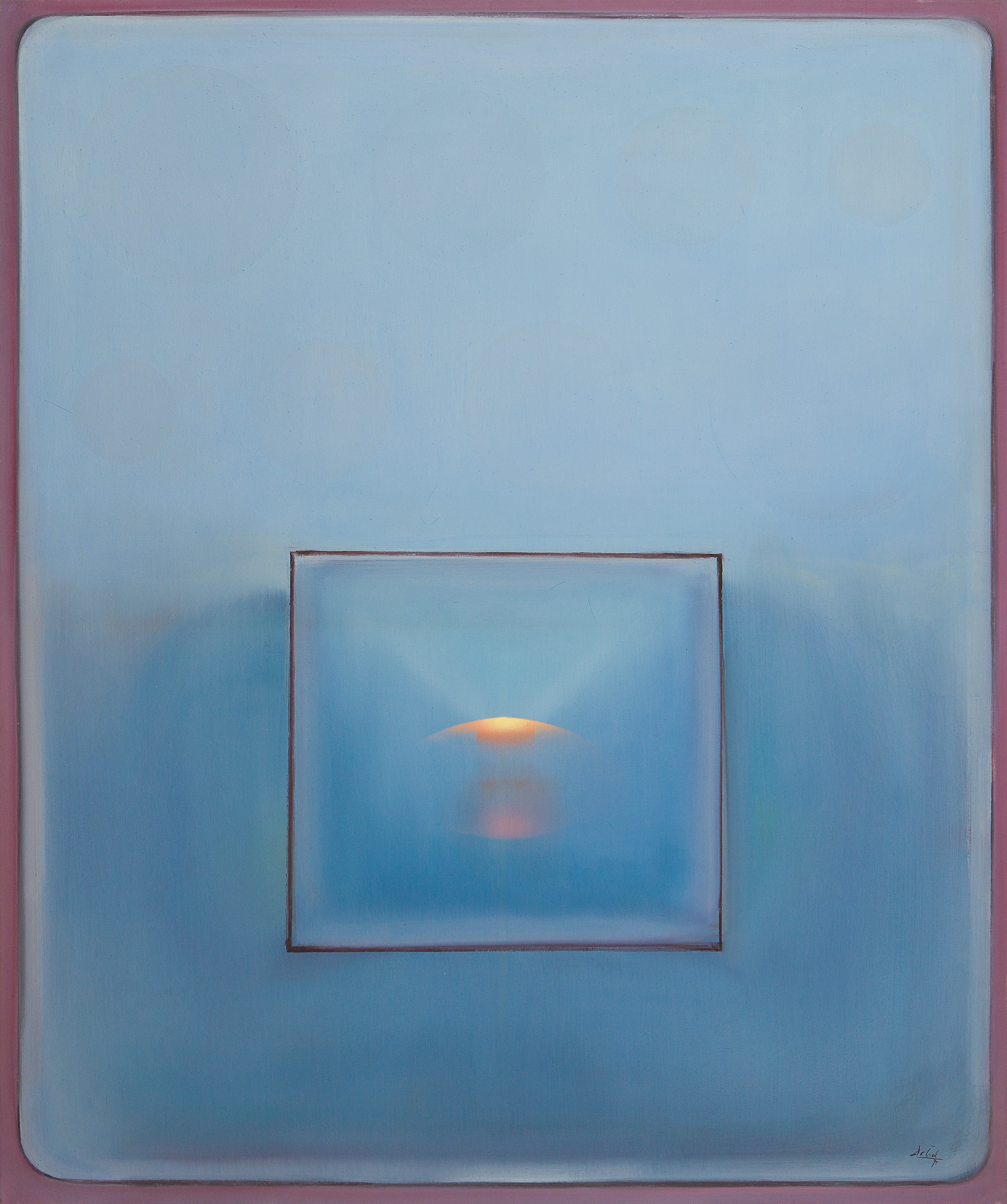
Peter Dotrel, Sonnenaufgang, Öl auf Leinwand, 1971

Peter Dotrel kam am 9. Dezember 1942 als Sohn von Rudolf Dotrel (selbst zeitweise als Landschafts- und Genremaler tätig) und dessen Gattin Julia Dotrel (geb. Prachar) zur Welt. Von 1960 bis 1967 studierte er Malerei an der Akademie der bildenden Künste Wien bei Franz Elsner und Herbert Boeckl. Die Arbeiten jener Zeit, vor allem Stillleben und Porträts, sind an dem gestischen Malduktus und der Lichtdramaturgie Franz Elsners orientiert. In den späten 1960er Jahren ließ sich Dotrel von der, nach 1945 geschaffenen, geometrischen Farbflächenmalerei seines Lehrers Herbert Boeckl inspirieren. Es entstehen zunehmend abstrahierende Kompositionen in Auseinandersetzung mit dem analytischen Kubismus.
Um 1970 kommt es zu einem deutlichen Stilwechsel, Dotrel nimmt den Pinselstrich zurück und schafft atmosphärische Farbräume, die Bühne für mystische, vom Surrealismus beeinflusste Motive, stereometrische Formen oder Figuren sind. Die Bilder jener Zeit sind wie Fenster in das Unterbewusste, in Traumwelten und fremde Dimensionen.
In den 1980er und 1990er Jahren wird der Pinselstrich des Künstlers wieder eindeutig sichtbar, Dotrel nähert sich in seiner gestischen Malweise dem Informel an. Die Farbpalette wird  auf ein Rot-Weiß-Schwarz-Schema reduziert. Figuren oder körperliche Formen, meist in rauchigem Schwarz, sind nun das Hauptmotiv. Sie dienen dem Künstler dazu, innerste Gedanken und Gefühle künstlerisch zu formulieren und sich mit den Tiefen der menschlichen Existenz auseinanderzusetzen.
Um das Jahr 2000 nahmen die Pflege seiner Mutter und eigene Krankheiten Peter Dotrel zunehmend die künstlerische Schaffenskraft. Er verstarb nach langem Leiden am 2. September 2013 und wurde am Friedhof Neustift am Walde (Wien-Währing) beigesetzt.
Peter Dotrel entzog sich zeitlebens dem Kunstbetrieb. Sein eindrucksvolles Werk wurde erst nach seinem Tode einer breiteren Öffentlichkeit bekannt gemacht.

## Auszeichnungen
- 1963 Belobende Anerkennung für die künstlerische Gesamtleistung, verliehen vom Professorenkollegium
- 1964 Fügerpreis – Silberne Fügermedaille
- 1965 Meisterschulpreis
- 1967 Abgangspreis, verliehen vom Professorenkollegium

## Ausstellungen
- „Peter Dotrel. Ölbilder und Zeichnungen“ – Französisches Kulturinstitut Wien, Palais Lobkowitz, Lobkowitzplatz 2, 1010 Wien, 8. bis 20. November 1978
- „Peter Dotrel. Seelenwelten“ – Sonderausstellung im Rahmen der Kunstmesse Art Austria, Leopold Museum, 1070 Wien, 19. bis 22. März 2015
- „Peter Dotrel. Neue Welten“ – Sonderausstellung im Rahmen der Kunstmesse Art Austria, Leopold Museum, 1070 Wien, 10. bis 13. März 2016